# لرد رابرت سامرست
لرد رابرت سامرست (انگلیسی: Lord Robert Somerset; ۱۹ december ۱۷۷۶ – ۱ سپتامبر ۱۸۴۲ (۶۵ ساله)) فرمانده نظامی و سیاست‌مدار اهل پادشاهی متحد بریتانیای کبیر و ایرلند بود.